# Дамба Гинденбурга
Дамба Гинденбурга (нем. Hindenburgdamm) — дамба в Шлезвиг-Гольштейне, соединяющая остров Зильт с большой землёй. Она была насыпана в 1923—1927 годах для прокладки на ней железнодорожной линии (Marschbahn). Носит имя рейхспрезидента Германии Пауля фон Гинденбурга.
Первые планы строительства дамбы были разработаны задолго до начала работ, но проект соединения Зильта с материком столкнулся с многочисленными протестами, в основном со стороны некоторых жителей острова. В 1913 году ландтаг Пруссии дал согласие на строительство дамбы. Из-за начавшейся Первой мировой войны строительные работы начались только через десять лет, в мае 1923 года, но уже в августе того же года недостроенную насыпь смыло штормом. Строительство продолжилось, но были внесены коррективы в проект дамбы, которая стала больше изгибаться к северу. Дамба была открыта 1 июня 1927 года в присутствии рейхспрезидента Пауля фон Гинденбурга, который стал одним из первых пассажиров, отправившихся по железной дороге на Зильт.
При открытии длина дамбы составляла 11,3 км, но в 1954 году, из-за создания польдера со стороны материка (сейчас это коммуна Фридрих-Вильгельм-Любке-Ког), её фактическая длина сократилась до 8,1 км.
С самого начала существования дамбы на ней была проложена железнодорожная линия, которая является единственным наземным способом сообщения между Нибюллем и Вестерландом. Для перевозки автомобилей используются специальные поезда.
После Второй мировой войны название дамбы длительное время подвергалось критике, поскольку считалось, что Гинденбург повёл себя в отношении Гитлера нерешительно и тем самым способствовал его приходу к власти. Было подготовлено несколько инициатив по переименованию дамбы. Предлагались такие варианты, как: Зильтская дамба, дамба Мира, Северофризская дамба, но эти попытки не увенчались успехом.